# Osbert Salvin
Osbert Salvin (25 febbraio 1835 – 1º giugno 1898) è stato un naturalista, ornitologo ed erpetologo inglese.

## Biografia
Nato a Finchley, Salvin era il secondo figlio di Anthony Salvin, un noto architetto di Hawksfold, conosciuto per la sua abilità a restaurare castelli e dimore di campagna. Studia a Westminster e alla Trinity Hall, Cambridge. All'inizio segue i corsi di matematica, ma dopo aver incontrato Godman, che all'epoca studiava diritto, decide di cambiare indirizzo di studi, ed entrambi s'iscrivono ai corsi di ornitologia. Consegue la laurea nel 1857. Subito dopo fu assistente di Henry Baker Tristam nei suoi viaggi in Tunisia e nell'Algeria orientale. Del 1857 è anche la prima delle molte visite in Guatemala, dove ritornerà nel 1861 con Frederick DuCane Godman. Fu proprio durante questo viaggio che venne ideato il Biologia Centrali Americana, un'imponenete opera enciclopedica composta da 52 volumi. Si tratta dello studio della storia naturale dell'America Centrale elaborato dal 1879 al 1915. Quest'opera divenne centrale per tutti gli studiosi dell'Ecozona neotropicale, grazie alla ricchezza e completezza delle informazioni contenute.
Nel 1858 insieme all'amico Godman e il reverendo Henry Baker Tristam, cugino della futura moglie, partecipa alla creazione del British Ornithologists' Union. È uno dei principali curatori della rivista dell'associazione, intitolata The Ibis. L'associazione li ricorderà istituendo la "Godman–Salvin Gold Medal".
Nel 1863, sposa Caroline Octavia Maitland, con la quale ha tre figlie: Sybil Maitland (nata nel 1867), Heloise (nata nel 1875) e Viola (nata nel 1878). Heloise Salvin sposò John Edmund Sharrock Moore, biologo noto per essere stato, con John Bretland Farmer all'origine della creazione del termine meiosi. Nel 1874 ottiene il posto di conservatore del dipartimento di ornitologia dell'Università di Cambridge, incarico che conserve fino al 1882. A partire dal 1885 inizia a trasferire progressivamente la sua imponente collezione privata al British Museum.
Salvin decede di una malattia cardiaca il 1º giugno 1898 nella sua residenza privata di Hawksfold, vicino a Haslemere. 

## Riconoscimenti
- Membro della Royal Society[6]
- Membro della Linnean Society of London[7]
- Membro della Zoological Society of London[8]

## Pubblicazioni
- "Aves" (1888). ISBN 978-3337941178
- "Biologia Botany and Archaeology" in collaborazione con Frederick DuCane Godman, (1899). ASIN: B009C9A4JW
- "Biologia Centrali-Americanum" in collaborazione con Frederick DuCane Godman[9]